# British Empire Medal
La British Empire Medal (abbreviato BEM e traducibile come Medaglia dell'Impero britannico) è una decorazione civile e militare come riconoscimento da parte della Corona britannica.